# مونته‌لئونه دی پولیا
مونته‌لئونه دی پولیا (به ایتالیایی: Monteleone di Puglia) یک کومونه در ایتالیا است که در استان فوجا واقع شده‌است. مونته‌لئونه دی پولیا ۳۶٫۰۴ کیلومترمربع مساحت و ۱٬۳۱۱ نفر جمعیت دارد و ۸۵۹ متر بالاتر از سطح دریا واقع شده.

## نگارخانه

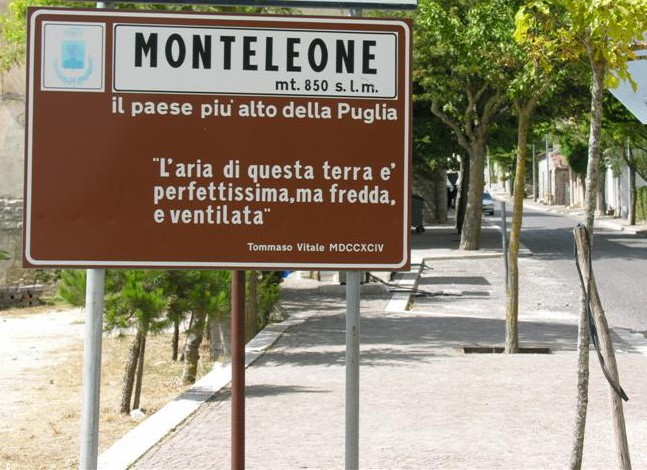